# فرودگاه منطقه‌ای هرینگتن
فرودگاه منطقه‌ای هرینگتن (به انگلیسی: Herington Regional Airport) (به زبان بومی: Herington AAF) یک فرودگاه همگانی بهره‌برداری هوایی است که یک باند فرود آسفالت دارد و طول باند آن ۱۲۷۵ متر است. این فرودگاه در کشور ایالات متحده آمریکا قرار دارد و در ارتفاع ۴۵۱ متری از سطح دریا واقع شده‌است.